# 水田雑草
水田雑草（すいでんざっそう）というのは、水田に見られる雑草である。他では見られない特殊なものを多く含む。

## 概論
水田雑草というのは、水田に見られる雑草、あるいは、特に水田によく見られる雑草を指す言葉である。いわゆる雑草には違いないが、特殊な面が多々ある。
- 湿地性の植物や水草であること。
  - 水田が浅い池、あるいは湿地の性格を持つため、そこに出現する植物は、当然ながら水草や、湿地を好む植物が多い。道端や畑地の雑草には、むしろ乾燥に耐える性質の強いものが多い。
- 熱帯系の要素が多いこと
  - 稲作の導入により、水田という特殊な環境に生息する生物群と共に持ち込まれたと考えられる。特に水田の内側に生育する植物にはベトナムなどで野菜として栽培されるミズワラビなど東南アジアと共通するものが多々ある。
- 季節によって大きく変化する
  - 水田は水位を細かく管理できる乾田の場合、農家の田植えまでは水がない場合が多い。夏までは浅い水域であるが、その後は水落としによって水がない1mちょっとのイネの草原となり、その後はそれが刈り取られて背の低い湿地となる。そのような変化の激しい環境に合わせて、時期によって異なった種が見られる。なお、水田そのものではなく、その周辺を考えた場合、浅い水路や畦などは年間を通じて、比較的安定して湿地的な環境を維持しているものと考えられる。
- 絶滅危惧種が多い
  - これは2000年代現在における特殊な条件である。昭和中期以降、水田とその周辺の環境変化、除草剤の使用等によって、それまで普通であった水田雑草にほとんど完全に姿を消したものが多数ある。平成に入る前後からは、特に都市近郊ではこれらは外来種に置き換えられつつある。

おおむね水田の内部は特殊であって、限られた種が出現するが、畦となるとその地域の湿地や溝沿いの植物が多く出現する。畦の外側では、さらに地域の植物相との親和性が高くなる。沖縄のあぜ道では亜熱帯の雑草が姿を見せるし、本州の山間部ではニリンソウやウメバチソウなどが花を咲かせる。山地の谷間の水田では、かつては畦にサツキやヤシャゼンマイなど、渓流の岩の上の植物群が多く見られた。

## 季節と雑草の種

### 田植えから刈り取りまで
田植えから夏までは浅い水のたまった富栄養の池の状態である。気温が高くなるにつれて草丈が高くなり、水面は次第に影になる。
この時期に出現するものは、水草と丈の高い抽水性植物である。
- 水草
  - 水田によく出現する水草としては、沈水性のものと浮水性のものである。いずれも小型の1年性のものである。特に浮水性のものは、水面を覆い尽くすと、水温の上昇を妨げ、稲の生長に影響があるので、農家に嫌われる。夏になってイネの背が高くなると衰退する。
  - 沈水性のもの
    - スブタ
    - ヤナギスブタ
    - ミズオオバコ
    - ホッスモ など

  - 浮水性のもの
    - ウキクサ
    - アオウキクサ
    - アカウキクサ
    - サンショウモ
    - イチョウウキゴケ など。
- 抽水性の植物
  - イネに交じって生長するものである。これらのうち、特にイヌビエのようなイネ科の雑草の一部は茎葉がイネと酷似し、イネと同じように成長して、同じように結実する。イネに擬態して手取り除草による排除を回避している[1]のだと考えられる。
  - イヌビエ
  - カズノコグサ
  - クログワイ
  - オモダカ など。

### 稲刈りの後
稲刈りが行われることで、水田は丈の低い湿地性の草地となる。十月までくらいは、夏に引き続いて成長する小型の植物が多く見られる。特徴的なのは、ゴマノハグサ科のものと、カヤツリグサ科のものである。
- ゴマノハグサ科
  - サワトウガラシ
  - スズメノトウガラシ
  - スズメノハコベ
  - シソクサ
  - アゼナ
  - キクモ など。
- カヤツリグサ科
  - イヌホタルイ
  - ヒデリコ
  - テンツキ
  - マツバイ
  - ハリイ
  - タマガヤツリ
  - ヒナガヤツリ など。

### 冬から田植えまで
冬から春にかけては越年性の草本が中心となる。湿地植物と、湿地を好む雑草である。いわゆる「春の七草」はほとんどがこれに含まれる。早春には、かつては一面にゲンゲが育てられた。これはいわゆる緑肥として用いられたもので、現在ではわずかに残っているに過ぎない。
- 春の七草（水田に見られるもの）
  - セリ
  - ナズナ
  - ハハコグサ（ごぎょう）
  - ハコベ（はこべら）
  - コオニタビラコ（ほとけのざ）
- レンゲ畑の常連的雑草
  - ゲンゲ
  - ヤハズエンドウ
  - スズメノエンドウ
  - タネツケバナ
  - ヒキノカサ
  - タガラシ
  - ノミノフスマ
  - スズメノテッポウ
  - セトガヤ

## 利害
雑草であるから、望まれて育つものではない。
イネの生長期の雑草は、言わばイネの苗に対する競争者であるから、駆除される。水面に広がる浮草は、水温の上昇を妨げるというのでいやがられる。イヌビエなどはイネに混じって生長し、穂をつける。また、イネ科の雑草の中には、イネの害虫が、イネの育っていない時期に、餌として利用するものがある。
かつて水田雑草の駆除は、稲作農家にとってもっとも辛い労働であった。特にこれらの雑草がもっともよく繁茂する夏の盛りに、吸血ヒルが泳ぐ田に裸足を漬け、腰を折り曲げ一日中その除去に勤しむ作業はまさしく苦行に等しく、田の草野郎、タノクサヤロウという罵倒語は除草作業の辛さが身に染みていた農家の日常から生まれたといえる。ただし除草剤の出現でこうした重労働も過去のものとなり、こうした罵倒語も日本語から消えつつある。
しかし、害がある一方というものでもなく、積極的に利用されるものもある。ゲンゲは根粒細菌によって窒素固定を行うので、かつては緑肥として用いられたが、窒素肥料の普及した現在の日本ではかつての用途では使われず、せいぜい観光用に地域起こしの一環として維持が図られている。アカウキクサ類も藍藻と共生して窒素固定を行うので同様の使われ方をする地域がある。アイガモ農法においては、自然に出る雑草だけでは餌として不足しがちなので、アカウキクサ類を追加することがある。
また、春の七草は古くから親しまれる。

## 代表的水田雑草一覧
原則として水田内に生育している種を扱い、あぜ道などで生育している種は省略した。

### コケ植物門苔綱ゼニゴケ目
コケ植物門、苔綱ゼニゴケ目に属するもの。
- ウキゴケ科
  - イチョウウキゴケ
  - ハタケゴケ

### シダ植物門
シダ植物門に属するもの。
- ミズニラ科：ミズニラ
- ホウライシダ科：ミズワラビ
- デンジソウ科：デンジソウ
- サンショウモ科：サンショウモ
- アカウキクサ科
  - アカウキクサ
  - オオアカウキクサ

### 被子植物門双子葉植物綱
被子植物門、双子葉植物綱に属するもの。
- タデ科
  - ミゾソバ
  - ウナギツカミ
- ナデシコ科
  - ノミノフスマ
  - ハコベ
- キンポウゲ科
  - キツネノボタン
  - ヒキノカサ
  - タガラシ
- アブラナ科
  - ナズナ
  - タネツケバナ
  - スカシタゴボウ
- マメ科
  - ゲンゲ
  - ヤハズエンドウ
  - スズメノエンドウ
  - カスマグサ
  - クサネム

- ミソハギ科
  - ミソハギ
  - ヒメミソハギ
  - キカシグサ
  - ミズマツバ
- アカバナ科
  - チョウジタデ
  - ミズキンバイ
  - ミズユキノシタ
- セリ科
  - セリ
  - チドメグサ
- アカネ科：フタバムグラ
- アワゴケ科：ミズハコベ
- ミツガシワ科
  - ヒメシロアサザ
  - ガガブタ
  - アサザ
- シソ科
  - ヒメサルダヒコ
  - コシロネ
  - ミズトラノオ
  - ミズネコノオ

- ゴマノハグサ科
  - シソクサ
  - キクモ
  - スズメハコベ
  - アブノメ
  - オオアブノメ
  - サワトウガラシ
  - サギゴケ
  - アゼナ
  - アゼトウガラシ
  - スズメノトウガラシ
  - カワヂシャ
  - ムシクサ
- キツネノマゴ科：オギノツメ
- ヒシモドキ科：ヒシモドキ
- タヌキモ科
  - ミミカキグサ
  - イヌタヌキモ
- キキョウ科：ミゾカクシ
- キク科
  - トキンソウ
  - タカサブロウ
  - タウコギ
  - ハハコグサ
  - コオニタビラコ

### 単子葉植物綱
単子葉植物綱に属するもの。
- オモダカ科
  - オモダカ
  - アギナシ
  - ウリカワ
  - サジオモダカ
- トチカガミ科
  - トチカガミ
  - ミズオオバコ
  - スブタ
  - ヤナギスブタ
- ヒルムシロ科
  - ヒルムシロ
  - ホソバミズヒキモ
- イバラモ科
  - トリゲモ
  - ホッスモ
- ヒガンバナ科：ヒガンバナ
- ミズアオイ科
  - ミズアオイ
  - コナギ
- ツユクサ科：イボクサ
- イグサ科
  - イ
  - コウガイゼキショウ

- ホシクサ科
  - ホシクサ
  - イヌノヒゲ
- イネ科
  - コブナグサ
  - キシュウスズメノヒエ
  - スズメノカタビラ
  - カズノコグサ
  - イヌビエ
  - タイヌビエ
  - スズメノテッポウ
  - セトガヤ
  - アゼガヤ
  - ヌカキビ
  - スズメノカタビラ
- ウキクサ科
  - ウキクサ
  - アオウキクサ
- ミクリ科：ミクリ

- カヤツリグサ科
  - クロカワズスゲ
  - アゼスゲ
  - クログワイ
  - マツバイ
  - ハリイ
  - テンツキ
  - ヒデリコ
  - メアゼテンツキ
  - ウキヤガラ
  - コウキヤガラ
  - ホタルイ
  - イヌホタルイ
  - ヒメホタルイ
  - ヒンジガヤツリ
  - ヒメクグ
  - イガガヤツリ
  - タマガヤツリ
  - カワラスガナ
  - アゼガヤツリ
  - コアゼガヤツリ
  - コゴメガヤツリ
  - ヒナガヤツリ
- ラン科：ミズトンボ

### 帰化植物
昭和末より多くの帰化植物が水田に侵入している。特に都市近郊では帰化種ばかりを見る場合もあり得る。水田は農耕地であり、さまざまな人手が入り、また資材が投入される場合も多々あるから、外来種が侵入する機会が多く、また、人工的環境であり、しかも、近年の在来の水田雑草が減少している状況では当然起こるべき結果であったかもしれない。
しかし、ひるがえって考えると、水田がそもそも海外からもたらされた環境であり、水田に生育していた植物も、かなりのものが史前帰化種である可能性もある。ある意味で、このような状況の中で成立してきたのが水田雑草であったのかもしれない。とはいえ、古くからなじまれた植物が失われるのは残念なことであり、それと同時に、多くの種が失われるのは環境の破壊を意味する面もあるので、それはまた別に考えなければならない問題でもある。また、現在のような、過去には考えられなかった物量の輸送速度の中で、人為的な植物の分布の変化を野放しにすることの是非も考えるべきであろう。
水田雑草的帰化植物（近年のもの）
- アカウキクサ科：オオアカウキクサ外来種
- アブラナ科：オランダガラシ（クレソン）
- アカバナ科
  - ホソバヒメミソハギ
  - ヒレタゴボウ
  - アメリカミズユキノシタ
- ゴマノハグサ科
  - アメリカアゼナ
  - タケトアゼナ
  - ヒメアメリカアゼナ
  - ウキアゼナ
  - オオカワヂシャ
- キク科
  - アメリカタカサブロウ
  - イガトキンソウ
- ミズアオイ科：アメリカコナギ